# Cselka Nándor
Cselka Nándor (Vámosmikola, 1834. július 10. – Budapest, 1897. március 8.) pozsonyi, majd esztergomi kanonok, esztergomi segédpüspök.

## Pályafutása
Atyja, Cselka Károly jegyző és kántortanító volt. A gimnázium alsó osztályait Selmecbányán a piaristáknál, az V. és VI. osztályt Esztergomban végezte; ekkor az esztergomi főegyházmegye növendékpapjai közé lépett és egy évre a pozsonyi papnevelő intézetbe (az Emericanumba) küldték; a 8. osztályra Nagyszombatba került; a teológiát 1854-től 1856-ig Bécsben a Pázmáneumban kezdte, a harmadik osztályt 1856-ban Pesten végezte. 1857. július 27-én áldozópappá szentelték.
Varbóra, Hont vármegyébe küldték káplánnak. 1858. január 28-án Buda-Újlakra helyezték át, augusztus 5-étől Pest-Terézvárosban, 1864. október 7-től Pest-Belvárosban, majd 1866. június 5-től ismét Terézvárosban működött mint káplán. 1877. május 2-ától  óbudai plébános volt. IX. Piusz pápa 1871. március 7-én saját aláírású brevével tüntette ki, 1872. május 23-án pedig pápai kamarássá nevezte ki és szeptember 4-én a roveredói Tudományos Akadémia megválasztotta tagjává. 1882. július 22-én a budapesti egyházkerület esperese, december 23-án felhévízi prépost, 1889. december 28-án pozsonyi, 1892. november 5-én esztergomi kanonok, december 15-én budapesti érseki helynök lett. 

### Püspöki pályafutása
1893. január 19-én carrei címzetes püspökké és esztergomi segédpüspökké nevezték ki. Május 11-én szentelte püspökké Budapesten Vaszary Kolos esztergomi érsek, Hornig Károly veszprémi és Dessewffy Sándor csanádi püspök segédletével.
október 6-án a KPI rektorává választották. Munkálkodott a fővárosi hitoktatás rendezésen.

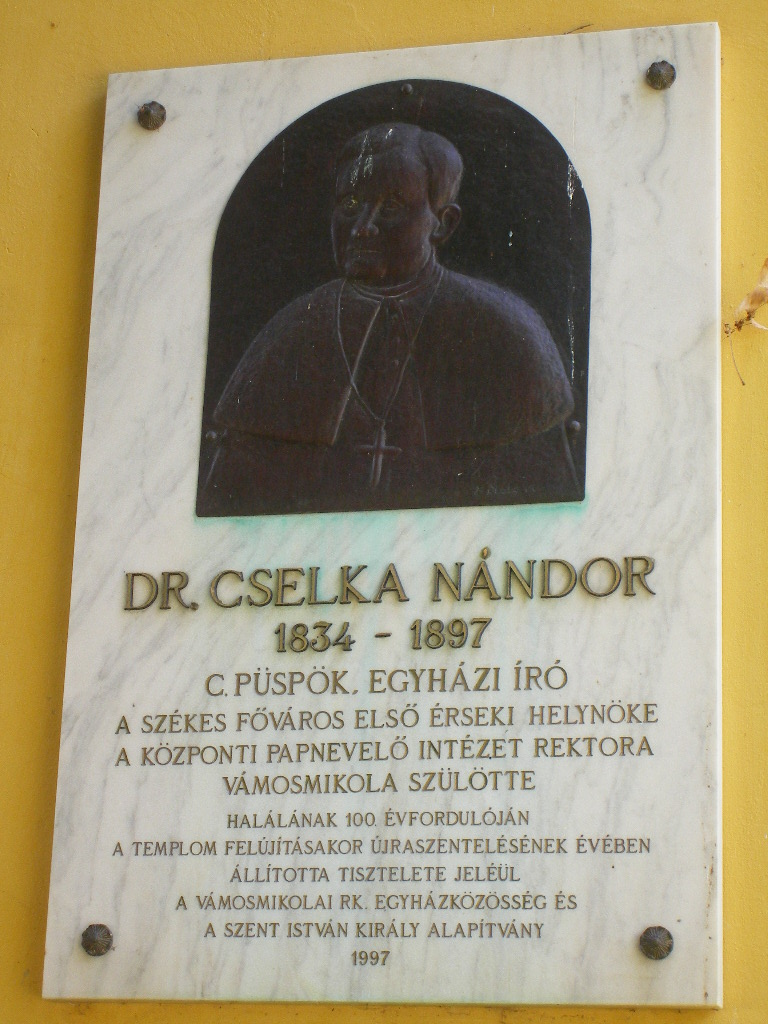
Vámosmikola - Cselka Nándor emléktáblája a katolikus templom falán

## Művei
Első munkája a pesti Növendékpapság Munkálataiban (XXI. 1857.) jelent meg. 1864-ől a Religiónak munkatársa volt és 1869. október 1-től 1872. december 31-ig szerkesztette e lapot; úgyszintén a Társulati Értesítőt (1867-69. Pesten Kubinszky Mihállyal) és a Katholikus Kérdések 1872. évi folyamát. Írt más lapokba is.
- Egyházi beszéd, melyet a Szent-László-társulat védszentjének ünnepén tartott. Pest, 1869.[2]

Álnevei: Darázs, Szúnyog stb. (a Religióban.)